# Greenidea fici
Greenidea fici är en insektsart. Greenidea fici ingår i släktet Greenidea och familjen långrörsbladlöss. Inga underarter finns listade i Catalogue of Life.